# Selección de fútbol de Madagascar
La selección de fútbol de Madagascar es el equipo representativo del país en las competiciones oficiales. Su organización está a cargo de la Federación Malgache de Fútbol, perteneciente a la CAF y a la FIFA.

## Historia
Madagascar hizo su debut en 1947 en un partido en casa contra Mauricio donde perdió 2-1. El juego fue parte de un torneo triangular entre Madagascar, Mauricio y Reunión. El segundo partido de Madagascar fue en casa ante Reunión y vio su primera victoria, 4-2. El torneo triangular se organizó todos los años hasta 1958, y el partido con mayor puntuación de Madagascar fue el 13 de julio de 1953 cuando vencieron a Reunion 6-4 en casa. Su peor derrota fue el 31 de julio de 1952 cuando perdieron 7-0 ante Mauricio en Reunión.
Madagascar jugó contra rivales diferentes a Mauricio o Reunión por primera vez en 1960, como parte de un torneo entre naciones francófonas celebrado en la isla. En su primer partido, el 15 de abril de 1960, vencieron al Alto Volta (ahora Burkina Faso) por 6-1. El segundo partido fue de cuartos de final contra el equipo amateur de Francia el 17 de abril y se perdió 2-1. El 19 de abril, Madagascar venció al Congo por 8-1 en el desempate por el tercer puesto.
En abril de 1963, Madagascar participó en otra competencia para los países de habla francesa, esta vez en Senegal, y se colocó en un grupo con Dahomey (ahora Benín), Liberia y Chad. Abrieron con una victoria por 1-0 sobre Dahomey el 11 de abril y luego vencieron a Chad 2-1 el 13 de abril y Liberia 3-1 el 15 de abril. En las semifinales, Madagascar fue derrotado por 2-1 por Túnez el 19 de abril y luego perdió 4-1 ante la selección amateur de Francia en el desempate por el tercer puesto el 21 de abril.
En septiembre de 1963, el triangular entre Madagascar, Reunión y Mauricio se restableció por primera vez desde 1958. El 15 de septiembre vencieron a Reunión por 6-1 en casa, y el 18 de septiembre empataron 1-1 ante Mauricio en un partido en casa que fue abandonado. 
El 16 de octubre de 2018, Madagascar se clasificó para la Copa Africana de Naciones de 2019 por primera vez en su historia, después de ganarle 1-0 a Guinea Ecuatorial. Durante su partido de debut contra Guinea el 22 de junio de 2019, Anicet Abel anotó el primer gol de la AFCON de Madagascar y aseguró su primer punto de la competición con un empate 2-2 contra Guinea. El equipo derrotó a Burundi en su segundo partido y siguió con una victoria por 2-0 sobre las Súper Águilas de Nigeria para encabezar el Grupo B. Luego, Madagascar avanzó a los cuartos de final después de vencer a la República Democrática del Congo 4:2 en la tanda de penaltis de octavos de final, ya en cuartos de final cayeron estrepitosamente con Túnez por 3-0. La exitosa actuación del equipo fue acuñada por los expertos como la Islandia de África, similar al debut sorprendentemente exitoso de Islandia en la Eurocopa 2016.

## Uniforme

### Uniforme titular
| 2024 |

### Uniforme Alternativo
| 2024 |

### Uniforme Tercero
| 2024 |

## Últimos partidos y próximos encuentros
Actualizado al último partido jugado el 16 de agosto de 2025
| Fecha      | Ciudad       | Local               | Resultado | Visitante   | Competición                            |
| ---------- | ------------ | ------------------- | --------- | ----------- | -------------------------------------- |
| 14-11-2024 | Pretoria     | Madagascar          | 2:3       | Túnez       | Clasificación Copa Africana 2025       |
| 18-11-2024 | Al Hoceima   | Comoras             | 1:0       | Madagascar  | Clasificación Copa Africana 2025       |
| 21-12-2024 | Nelspruit    | Suazilandia         | 0:2       | Madagascar  | Clasificación Campeonato Africano 2025 |
| 29-12-2024 | Moka         | Madagascar          | 0:1       | Suazilandia | Clasificación Campeonato Africano 2025 |
| 19-03-2025 | Casablanca   | Rep. Centroafricana | 1:4       | Madagascar  | Clasificación Copa Mundial 2026        |
| 24-03-2025 | Alhucemas    | Madagascar          | 0:3       | Ghana       | Clasificación Copa Mundial 2026        |
| 07-06-2025 | Bloemfontein | Madagascar          | 1:0       | Tanzania    | Copa COSAFA 2025                       |
| 08-06-2025 | Orléans      | Rep. Dem. del Congo | 3:1       | Madagascar  | Partido amistoso                       |
| 09-06-2025 | Bloemfontein | Suazilandia         | 1:1       | Madagascar  | Copa COSAFA 2025                       |
| 13-06-2025 | Bloemfontein | Angola              | 4:1       | Madagascar  | Copa COSAFA 2025                       |
| 15-06-2025 | Bloemfontein | Madagascar          | 0:1       | Comoras     | Copa COSAFA 2025                       |
| 03-08-2025 | Dar es-Salam | Madagascar          | 0:0       | Mauritania  | Campeonato Africano 2025               |
| 09-08-2025 | Dar es-Salam | Tanzania            | 2:1       | Madagascar  | Campeonato Africano 2025               |
| 13-08-2025 | Dar es-Salam | Rep. Centroafricana | 0:2       | Madagascar  | Campeonato Africano 2025               |
| 16-08-2025 | Stone Town   | Burkina Faso        | 1:2       | Madagascar  | Campeonato Africano 2025               |
| 22-08-2025 | Nairobi      | Kenia               | -:-       | Madagascar  | Campeonato Africano 2025               |

## Jugadores

### Última convocatoria
| No. | Pos. | Jugador                    | Fecha de nacimiento (edad)        | Apa. | Goles | Club                |
| --- | ---- | -------------------------- | --------------------------------- | ---- | ----- | ------------------- |
|     | POR  | Melvin Adrien              | 30 de agosto de 1993 (31 años)    | 20   | 0     | Louhans-Cuiseaux    |
|     | POR  | Mathyas Randriamamy        | 23 de abril de 2003 (22 años)     | 2    | 0     | Paris Saint-Germain |
|     | POR  | Nina Razakanirina          | 14 de octubre de 1999 (25 años)   | 2    | 0     | Fosa Juniors        |
|     |      |                            |                                   |      |       |                     |
|     | DEF  | Jérôme Mombris             | 27 de noviembre de 1987 (37 años) | 24   | 0     | Guingamp            |
|     | DEF  | Thomas Fontaine            | 8 de mayo de 1991 (34 años)       | 23   | 1     | Lorient             |
|     | DEF  | Hakim Abdallah             | 9 de enero de 1998 (27 años)      | 10   | 1     | Lierse Kempenzonen  |
|     | DEF  | Romain Métanire            | 28 de marzo de 1990 (35 años)     | 22   | 0     | Minnesota United    |
|     | DEF  | Dorian Bertrand            | 21 de mayo de 1993 (32 años)      | 3    | 0     | Argeș Pitești       |
|     | DEF  | Nomena Andriantiana        | 6 de febrero de 2000 (25 años)    | 2    | 0     | Marignane Gignac    |
|     | DEF  | Sylvio Ouassiero           | 7 de mayo del 7                   | 4    | 0     | Fola Esch           |
|     | DEF  | Rajo Razafindrabe          | 23 de marzo de 1997 (28 años)     | 6    | 0     | Zanak'Ala           |
|     |      |                            |                                   |      |       |                     |
|     | MED  | Ibrahim Amada              | 28 de febrero de 1990 (35 años)   | 35   | 2     | Al-Markhiya         |
|     | MED  | Rayan Raveloson            | 16 de enero de 1997 (28 años)     | 20   | 2     | LA Galaxy           |
|     | MED  | Anicet Abel                | 13 de marzo de 1990 (35 años)     | 19   | 3     | Future              |
|     | MED  | Marco Ilaimaharitra        | 26 de julio de 1995 (30 años)     | 19   | 2     | Charleroi           |
|     | MED  | Loïc Lapoussin             | 27 de marzo de 1996 (29 años)     | 11   | 0     | Union SG            |
|     | MED  | Zotsara Randriambololona   | 22 de abril de 1994 (31 años)     | 21   | 0     | Bălți               |
|     | MED  | Dimitry Caloin             | 5 de agosto de 1990 (35 años)     | 11   | 0     | Sète                |
|     | MED  | Bastien Héry               | 23 de marzo de 1994 (31 años)     | 7    | 0     | Finn Harps          |
|     | MED  | Rojolalaina Andraiamanjato | 8 de noviembre de 1992 (32 años)  | 7    | 1     | Ajesaia Bongolava   |
|     |      |                            |                                   |      |       |                     |
|     | DEL  | Paulin Voavy               | 10 de noviembre de 1988 (36 años) | 65   | 14    | Ghazl El Mahalla    |
|     | DEL  | Njiva Rakotoharimalala     | 6 de agosto de 1992 (33 años)     | 46   | 12    | Suphanburi          |
|     | DEL  | Carolus Andriamatsinoro    | 6 de julio de 1989 (36 años)      | 44   | 11    | Ohod                |
|     | DEL  | Julio Donisa               | 15 de enero de 1994 (31 años)     | 2    | 0     | Argeș Pitești       |
|     | DEL  | Alexandre Ramalingom       | 17 de marzo de 1993 (32 años)     | 5    | 2     | Sedan               |
|     | DEL  | Fabrice Rakotondraibe      | 17 de agosto de 1993 (32 años)    | 10   | 1     | Saint-Denis         |
|     | DEL  | Arnaud Randrianantenaina   | 3 de enero de 2001 (24 años)      | 9    | 2     | JS Saint-Pierroise  |

## Entrenadores
- Peter Schnittger (1978–1985)[1]
- Claude Ravelomanantsoa (2000)[2]
- Vincent Randrimirado (2001)[2]
- Auguste Raux (2003)[3][4]
- Hervé Arsène (2007–2008)
- Mickael Nivoson Andrianasy (2008)
- Jeremia Randriambololona (2008)
- Jean-Paul Rabier (2010–2011)[5][6]
- Maurice Mosa (2011)[6]
- Franck Rajaonarisamba (2011–2012)
- Auguste Raux (2012–2015)[3]
- Franck Rajaonarisamba (?–2016)[3]
- Auguste Raux (2016–2017)[3]
- Nicolas Dupuis (2017–2021)[7]
- Éric Rabésandratana (interino- 2021–2022)[7][8]
- Nicolas Dupuis (2022–2023)[9][10]
- Romuald Rakotondrabe (2023–2024)[11][12]
- Corentin Martins (2025–)[13]

## Estadísticas

### Copa Mundial de Fútbol
| Copa Mundial de Fútbol | Copa Mundial de Fútbol  | Copa Mundial de Fútbol  | Copa Mundial de Fútbol  | Copa Mundial de Fútbol  | Copa Mundial de Fútbol  | Copa Mundial de Fútbol  | Copa Mundial de Fútbol  |
| Año                    | Ronda                   | J                       | G                       | E                       | P                       | GF                      | GC                      |
| ---------------------- | ----------------------- | ----------------------- | ----------------------- | ----------------------- | ----------------------- | ----------------------- | ----------------------- |
| 1930                   | No existía la selección | No existía la selección | No existía la selección | No existía la selección | No existía la selección | No existía la selección | No existía la selección |
| 1934                   | No existía la selección | No existía la selección | No existía la selección | No existía la selección | No existía la selección | No existía la selección | No existía la selección |
| 1938                   | No existía la selección | No existía la selección | No existía la selección | No existía la selección | No existía la selección | No existía la selección | No existía la selección |
| 1950                   | No participó            | No participó            | No participó            | No participó            | No participó            | No participó            | No participó            |
| 1954                   | No participó            | No participó            | No participó            | No participó            | No participó            | No participó            | No participó            |
| 1958                   | No participó            | No participó            | No participó            | No participó            | No participó            | No participó            | No participó            |
| 1962                   | No participó            | No participó            | No participó            | No participó            | No participó            | No participó            | No participó            |
| 1966                   | No participó            | No participó            | No participó            | No participó            | No participó            | No participó            | No participó            |
| 1970                   | No participó            | No participó            | No participó            | No participó            | No participó            | No participó            | No participó            |
| 1974                   | No participó            | No participó            | No participó            | No participó            | No participó            | No participó            | No participó            |
| 1978                   | No participó            | No participó            | No participó            | No participó            | No participó            | No participó            | No participó            |
| 1982                   | No clasificó            | No clasificó            | No clasificó            | No clasificó            | No clasificó            | No clasificó            | No clasificó            |
| 1986                   | No clasificó            | No clasificó            | No clasificó            | No clasificó            | No clasificó            | No clasificó            | No clasificó            |
| 1990                   | No participó            | No participó            | No participó            | No participó            | No participó            | No participó            | No participó            |
| 1994                   | No clasificó            | No clasificó            | No clasificó            | No clasificó            | No clasificó            | No clasificó            | No clasificó            |
| 1998                   | No clasificó            | No clasificó            | No clasificó            | No clasificó            | No clasificó            | No clasificó            | No clasificó            |
| 2002                   | No clasificó            | No clasificó            | No clasificó            | No clasificó            | No clasificó            | No clasificó            | No clasificó            |
| 2006                   | No clasificó            | No clasificó            | No clasificó            | No clasificó            | No clasificó            | No clasificó            | No clasificó            |
| 2010                   | No clasificó            | No clasificó            | No clasificó            | No clasificó            | No clasificó            | No clasificó            | No clasificó            |
| 2014                   | No clasificó            | No clasificó            | No clasificó            | No clasificó            | No clasificó            | No clasificó            | No clasificó            |
| 2018                   | No clasificó            | No clasificó            | No clasificó            | No clasificó            | No clasificó            | No clasificó            | No clasificó            |
| 2022                   | No clasificó            | No clasificó            | No clasificó            | No clasificó            | No clasificó            | No clasificó            | No clasificó            |
| 2026                   | Por disputarse          | Por disputarse          | Por disputarse          | Por disputarse          | Por disputarse          | Por disputarse          | Por disputarse          |
| 2030                   | Por disputarse          | Por disputarse          | Por disputarse          | Por disputarse          | Por disputarse          | Por disputarse          | Por disputarse          |
| 2034                   | Por disputarse          | Por disputarse          | Por disputarse          | Por disputarse          | Por disputarse          | Por disputarse          | Por disputarse          |
| Total                  | 0/22                    | -                       | -                       | -                       | -                       | -                       | -                       |

### Copa Africana de Naciones
| Copa Africana de Naciones | Copa Africana de Naciones | Copa Africana de Naciones | Copa Africana de Naciones | Copa Africana de Naciones | Copa Africana de Naciones | Copa Africana de Naciones | Copa Africana de Naciones |
| Año                       | Ronda                     | J                         | G                         | E                         | P                         | GF                        | GC                        |
| ------------------------- | ------------------------- | ------------------------- | ------------------------- | ------------------------- | ------------------------- | ------------------------- | ------------------------- |
| 1957                      | No participó              | No participó              | No participó              | No participó              | No participó              | No participó              | No participó              |
| 1959                      | No participó              | No participó              | No participó              | No participó              | No participó              | No participó              | No participó              |
| 1962                      | No participó              | No participó              | No participó              | No participó              | No participó              | No participó              | No participó              |
| 1963                      | No participó              | No participó              | No participó              | No participó              | No participó              | No participó              | No participó              |
| 1965                      | No participó              | No participó              | No participó              | No participó              | No participó              | No participó              | No participó              |
| 1968                      | No participó              | No participó              | No participó              | No participó              | No participó              | No participó              | No participó              |
| 1970                      | No participó              | No participó              | No participó              | No participó              | No participó              | No participó              | No participó              |
| 1972                      | No clasificó              | No clasificó              | No clasificó              | No clasificó              | No clasificó              | No clasificó              | No clasificó              |
| 1974                      | No clasificó              | No clasificó              | No clasificó              | No clasificó              | No clasificó              | No clasificó              | No clasificó              |
| 1976                      | No participó              | No participó              | No participó              | No participó              | No participó              | No participó              | No participó              |
| 1978                      | No participó              | No participó              | No participó              | No participó              | No participó              | No participó              | No participó              |
| 1980                      | No clasificó              | No clasificó              | No clasificó              | No clasificó              | No clasificó              | No clasificó              | No clasificó              |
| 1982                      | No clasificó              | No clasificó              | No clasificó              | No clasificó              | No clasificó              | No clasificó              | No clasificó              |
| 1984                      | No clasificó              | No clasificó              | No clasificó              | No clasificó              | No clasificó              | No clasificó              | No clasificó              |
| 1986                      | No clasificó              | No clasificó              | No clasificó              | No clasificó              | No clasificó              | No clasificó              | No clasificó              |
| 1988                      | No clasificó              | No clasificó              | No clasificó              | No clasificó              | No clasificó              | No clasificó              | No clasificó              |
| 1990                      | Se retiró                 | Se retiró                 | Se retiró                 | Se retiró                 | Se retiró                 | Se retiró                 | Se retiró                 |
| 1992                      | No clasificó              | No clasificó              | No clasificó              | No clasificó              | No clasificó              | No clasificó              | No clasificó              |
| 1994                      | Se retiró                 | Se retiró                 | Se retiró                 | Se retiró                 | Se retiró                 | Se retiró                 | Se retiró                 |
| 1996                      | Se retiró                 | Se retiró                 | Se retiró                 | Se retiró                 | Se retiró                 | Se retiró                 | Se retiró                 |
| 1998                      | Descalificado por CAF     | Descalificado por CAF     | Descalificado por CAF     | Descalificado por CAF     | Descalificado por CAF     | Descalificado por CAF     | Descalificado por CAF     |
| 2000                      | No clasificó              | No clasificó              | No clasificó              | No clasificó              | No clasificó              | No clasificó              | No clasificó              |
| 2002                      | No clasificó              | No clasificó              | No clasificó              | No clasificó              | No clasificó              | No clasificó              | No clasificó              |
| 2004                      | No clasificó              | No clasificó              | No clasificó              | No clasificó              | No clasificó              | No clasificó              | No clasificó              |
| 2006                      | No clasificó              | No clasificó              | No clasificó              | No clasificó              | No clasificó              | No clasificó              | No clasificó              |
| 2008                      | No clasificó              | No clasificó              | No clasificó              | No clasificó              | No clasificó              | No clasificó              | No clasificó              |
| 2010                      | No clasificó              | No clasificó              | No clasificó              | No clasificó              | No clasificó              | No clasificó              | No clasificó              |
| 2012                      | No clasificó              | No clasificó              | No clasificó              | No clasificó              | No clasificó              | No clasificó              | No clasificó              |
| 2013                      | No clasificó              | No clasificó              | No clasificó              | No clasificó              | No clasificó              | No clasificó              | No clasificó              |
| 2015                      | No clasificó              | No clasificó              | No clasificó              | No clasificó              | No clasificó              | No clasificó              | No clasificó              |
| 2017                      | No clasificó              | No clasificó              | No clasificó              | No clasificó              | No clasificó              | No clasificó              | No clasificó              |
| 2019                      | Cuartos de final          | 5                         | 2                         | 2                         | 1                         | 7                         | 7                         |
| 2021                      | No clasificó              | No clasificó              | No clasificó              | No clasificó              | No clasificó              | No clasificó              | No clasificó              |
| 2023                      | No clasificó              | No clasificó              | No clasificó              | No clasificó              | No clasificó              | No clasificó              | No clasificó              |
| 2025                      | No clasificó              | No clasificó              | No clasificó              | No clasificó              | No clasificó              | No clasificó              | No clasificó              |
| 2027                      | Por definir               | Por definir               | Por definir               | Por definir               | Por definir               | Por definir               | Por definir               |
| Total                     | 1/35                      | 5                         | 2                         | 2                         | 1                         | 7                         | 7                         |

## Selección Local

### Campeonato Africano de Naciones
| Campeonato Africano de Naciones | Campeonato Africano de Naciones | Campeonato Africano de Naciones | Campeonato Africano de Naciones | Campeonato Africano de Naciones | Campeonato Africano de Naciones | Campeonato Africano de Naciones | Campeonato Africano de Naciones |
| Año                             | Ronda                           | J                               | G                               | E                               | P                               | GF                              | GC                              |
| ------------------------------- | ------------------------------- | ------------------------------- | ------------------------------- | ------------------------------- | ------------------------------- | ------------------------------- | ------------------------------- |
| 2009                            | No participó                    | No participó                    | No participó                    | No participó                    | No participó                    | No participó                    | No participó                    |
| 2011                            | No clasificó                    | No clasificó                    | No clasificó                    | No clasificó                    | No clasificó                    | No clasificó                    | No clasificó                    |
| 2014                            | No participó                    | No participó                    | No participó                    | No participó                    | No participó                    | No participó                    | No participó                    |
| 2016                            | No participó                    | No participó                    | No participó                    | No participó                    | No participó                    | No participó                    | No participó                    |
| 2018                            | No clasificó                    | No clasificó                    | No clasificó                    | No clasificó                    | No clasificó                    | No clasificó                    | No clasificó                    |
| 2021                            | No clasificó                    | No clasificó                    | No clasificó                    | No clasificó                    | No clasificó                    | No clasificó                    | No clasificó                    |
| 2023                            | Tercer lugar                    | 5                               | 4                               | 0                               | 1                               | 11                              | 3                               |
| 2025                            | Clasificó                       | Clasificó                       | Clasificó                       | Clasificó                       | Clasificó                       | Clasificó                       | Clasificó                       |
| Total                           | 2/8                             | 5                               | 4                               | 0                               | 1                               | 11                              | 3                               |

### Copa COSAFA
| Copa COSAFA | Copa COSAFA      | Copa COSAFA  | Copa COSAFA  | Copa COSAFA  | Copa COSAFA  | Copa COSAFA  | Copa COSAFA  |
| Año         | Ronda            | J            | G            | E            | P            | GF           | GC           |
| ----------- | ---------------- | ------------ | ------------ | ------------ | ------------ | ------------ | ------------ |
| 1997 - 2001 | No participó     | No participó | No participó | No participó | No participó | No participó | No participó |
| 2002        | Cuartos de final | 2            | 1            | 1            | 0            | 3            | 2            |
| 2003        | Cuartos de final | 2            | 1            | 0            | 1            | 2            | 3            |
| 2004        | Primera ronda    | 1            | 0            | 0            | 1            | 0            | 2            |
| 2005        | Fase de grupos   | 1            | 0            | 0            | 1            | 0            | 2            |
| 2006        | Fase de grupos   | 2            | 0            | 0            | 2            | 0            | 4            |
| 2007        | Fase de grupos   | 2            | 1            | 0            | 1            | 5            | 1            |
| 2008        | Cuarto lugar     | 6            | 2            | 2            | 2            | 6            | 7            |
| 2009        | Se retiró        | Se retiró    | Se retiró    | Se retiró    | Se retiró    | Se retiró    | Se retiró    |
| 2010        | Cancelado        | Cancelado    | Cancelado    | Cancelado    | Cancelado    | Cancelado    | Cancelado    |
| 2013        | No participó     | No participó | No participó | No participó | No participó | No participó | No participó |
| 2015        | Tercer lugar     | 6            | 4            | 1            | 1            | 11           | 7            |
| 2016        | Fase de grupos   | 3            | 1            | 1            | 1            | 1            | 1            |
| 2017        | Fase de grupos   | 3            | 2            | 1            | 0            | 6            | 1            |
| 2018        | Cuarto lugar     | 6            | 2            | 2            | 2            | 4            | 4            |
| 2019        | Se retiró        | Se retiró    | Se retiró    | Se retiró    | Se retiró    | Se retiró    | Se retiró    |
| 2020        | Cancelado        | Cancelado    | Cancelado    | Cancelado    | Cancelado    | Cancelado    | Cancelado    |
| 2021        | No participó     | No participó | No participó | No participó | No participó | No participó | No participó |
| 2022        | Cuartos de final | 2            | 0            | 0            | 2            | 1            | 4            |
| 2023        | No participó     | No participó | No participó | No participó | No participó | No participó | No participó |
| 2024        | No participó     | No participó | No participó | No participó | No participó | No participó | No participó |
| 2025        | Cuarto lugar     | 4            | 1            | 1            | 2            | 3            | 6            |
| Total       | 13/24            | 40           | 15           | 9            | 16           | 42           | 44           |

## Palmarés
- Juegos del Océano Índico (2): 1990 y 1993.
- Torneos amistosos:
  - Triangulaire (3): 1955, 1958 y 1963.